# Leptogaster autumnalis
Leptogaster autumnalis là một loài ruồi trong họ Asilidae. Leptogaster autumnalis được White miêu tả năm 1916. Loài này phân bố ở miền Australasia.